# 塚原康博
塚原 康博（つかはら やすひろ,1960年-　）は、日本の経済学者。専門は、公共政策・公共経済学・社会保障論。明治大学教授。日本公共政策学会副会長・社会政策学会事務局長等を歴任。日本公共政策学会論説賞、日本コミュニケーション学会奨励賞等受賞。

## 人物
東京都生まれ。1982年中央大学商学部卒業。1985年早稲田大学大学院経済学研究科修士課程修了。1988年一橋大学大学院経済学研究科博士課程単位取得満期退学。指導教官野口悠紀雄。1996年『地方政府の財政行動』で審査員石弘光、野口悠紀雄、田近栄治により一橋大学博士（経済学）の学位を取得。
社会保障研究所研究員、明治大学短期大学教授を経て、2004年から明治大学情報コミュニケーション学部教授。専門は公共政策、公共経済学、社会保障論。2011年日本社会情報学会優秀文献賞受賞。2012年日本公共政策学会論説賞受賞。2013年日本コミュニケーション学会奨励賞受賞。2014年日本公共政策学会副会長。2016年社会政策学会事務局長。

## 著作

### 著書
- 『地方政府の財政行動』勁草書房 1994年
- 『人間行動の経済学』日本評論社 2003年
- 『高齢社会と医療・福祉政策』東京大学出版会 2005年
- 『医師と患者の情報コミュニケーション』薬事日報社 2010年
- 『日本人と日本社会 社会規範からのアプローチ』文眞堂、2022.11

### 共編著
- 『医療消費者と医師とのコミュニケーション』（山内一信,野林晴彦,真野俊樹,藤澤弘美子,藤原尚也と共著）日本製薬工業協会医薬産業政策研究所 2005年
- 『国際比較にみる患者満足度と製薬産業のイメージ』（藤澤弘美子,岩井高士,笹林幹生,福原浩行と共著）日本製薬工業協会医薬産業政策研究所 2006年
- 『患者会比較にみる患者満足度と製薬産業のイメージ』（藤澤弘美子,岩井高士,笹林幹生,福原浩行と共著）日本製薬工業協会医薬産業政策研究所 2007年
- 『平成不況』（安藤潤,得田雅章,永冨隆司,松本保美,鑓田亨と共著）文眞堂 2010年
- 『行動経済学の理論と実証』（千田亮吉,山本昌弘と共編著）勁草書房 2010年
- 『入門現代経済学要論』（青木孝子,鑓田亨,安藤潤と共著）白桃書房 2010年
- 『問題解決のコミュニケーション』（鈴木健人,鈴木健と共編著）白桃書房 2012年
- 『少子・高齢化と日本経済』（安藤潤,佐川和彦,馬場正弘,松本保美,鑓田亨と共著）文眞堂 2014年
- 『経済政策論』（瀧澤弘和,小澤太郎,中川雅之,前田章,山下一仁と共著）慶應義塾大学出版会 2016年
- 『これからの暮らしと経済』安藤潤, 佐川和彦, 松崎慈恵共編著　文眞堂、2023.3

### 訳書
- パスカル・サラン『税の暴政』春秋社 1988年
- ジェームス・K.ガルブレイス,ウィリアム・A.ダリティ Jr.『現代マクロ経済学』ティビーエス・ブリタニカ 1998年
- ジェームス・K・ガルブレイス『格差と不安定のグローバル経済学』（鈴木賢志,馬場正弘,鑓田亨と共訳）明石書店 2014年
- ジェームス・K・ガルブレイス『不平等』（馬場正弘,加藤篤行,鑓田亨,鈴木賢志と共訳）明石書店 2017年